# Rivelazione (romanzo)
Rivelazione (Revelation Space) è un romanzo di fantascienza del 2000 scritto da Alastair Reynolds. Il libro è stato tra i finalisti del Premio Arthur C. Clarke nel 2001, in Italia è stato pubblicato in due volumi dalla collana Urania.

## Trama
Rivelazione porta avanti tre storie parallele che si intrecciano con il procedere della trama.
Dan Sylveste è un archeologo che cerca di trovare gli ultimi resti dell'antica civiltà degli Amarantini. La storia inizia nel 2551 e nel corso di molti anni Dan, viaggiando nel cosmo, apprende che gli Amarantini furono una razza aliena tecnologicamente avanzata, nativa del pianeta Resurgam ed estinta a causa dell'improvviso aumento di attività della loro stella.
Ilia Volyova è una passeggera a bordo della Nostalgia dell'infinito; la sua missione e quella dell'equipaggio è quella di trovare il dottor Sylveste. Sono convinti infatti che il dottore sia l'unica persona in grado di salvare la vita al loro capitano, infettato da una malattia causata da un virus.
Ana Khoury è un sicario che vive sul pianeta di Yellowstone (sul sistema di Epsilon Eridani) e che viene assoldato da un misterioso individuo chiamato Mademoiselle  per assassinare Sylveste.

## Edizioni
- Alastair Reynolds, Rivelazione/1, Urania n. 1550, Arnoldo Mondadori Editore, 2009.
- Alastair Reynolds, Rivelazione/2, Urania n. 1553, Arnoldo Mondadori Editore, 2009.
- Alastair Reynolds, Rivelazione. La trilogia originale, Arnoldo Mondadori Editore, 2022.